# Miguel Castaño
Miguel Castaño Quiñones (León, 5 de febrero de 1883-ib., 21 de noviembre de 1936) fue un periodista, y político socialista español que fue alcalde de León durante la II República y fusilado por el ejército franquista pocos meses después de comenzar la Guerra Civil.

## Biografía
Hijo de Miguel Segundo Fernández de Abajo y de Rosa Castaño Quiñones. Rosa falleció el 24 de mayo de 1883 dejando huérfano a su hijo natural, nunca reconocido oficialmente por su padre, —por eso lleva los dos apellidos de la madre— aunque vivió hasta los seis años en casa de los abuelos paternos. Estos lo ingresaron en el hospicio de León el 16 de septiembre de 1889, al parecer por haber enfermado su cuidadora y abuela paterna Rita de Abajo del Río, que fallecería 8 meses más tarde (14 de mayo de 1890). La abuela materna, María (del Pilar) Castaño Quiñones, a pesar de vivir muy pobremente, quiso sacar del hospicio a su nieto huérfano y lo consiguió, a pesar de la oposición del abuelo paterno Tomás Fernández.
El pequeño Miguel estuvo con su abuela María hasta septiembre de 1892. En esa fecha y muy a su pesar, no pudiendo atenderle debido a su pobreza, lo ingresó nuevamente en el hospicio (6 de septiembre de 1892). En esta institución benéfica permaneció hasta los 19 años. En el internado cursó los estudios de bachillerato, asistiendo a clases en el instituto público de León. En el hospicio aprendió, en la imprenta provincial, el oficio de tipógrafo y también aprendió a tocar el saxofón formando parte de la banda de música del hospicio. El 31 de marzo de 1902, tras la muerte de su abuelo paterno, solicitó la emancipación y salida del hospicio, alegando que tenía trabajo y medios de vida, pues trabajaba como tipógrafo en la imprenta del periódico de D. Francisco Sanz con Daniel Calvo de director, La Democracia, periódico que Castaño llegaría a dirigir y ser dueño durante la Segunda República. Con 27 años, el día que los cumplía (5 de febrero de 1910), contrajo matrimonio con María Provecho Marcos, en León, y tendrían seis hijos: Mariano, Miguel, Maruja, Aristes, Rosa y Marisa.
Muy joven se vinculó al PSOE. Fue elegido concejal en el Ayuntamiento de León en 1912. A raíz de la huelga general de 1917 fue encarcelado.
Fue el miembro más votado de la triunfante candidatura republicano-socialista en las elecciones municipales del 12 de abril de 1931 en León, siendo elegido alcalde, puesto que mantuvo hasta la sublevación militar de 1936, excepto en el periodo entre 1934 y 1936 cuando la corporación fue regida por una gestora nombrada por el gobierno radical-cedista a raíz de los sucesos revolucionarios de octubre de 1934. Fue también diputado por León durante la legislatura constituyente (1931-1933), siendo elegido en las elecciones del 28 de junio de 1931 con 46.972 votos.
Tras el triunfo del Frente Popular en las elecciones de febrero de 1936, fue repuesto como alcalde por el gobierno. Sin embargo, tras sublevarse la guarnición leonesa el 20 de julio de 1936 fue detenido en la sede del Gobierno Civil junto con el resto de autoridades de la provincia leales a la II República. Llevado ante un consejo de guerra, junto con el gobernador civil, Emilio Francés, y el presidente de la Diputación Provincial, Ramiro Armesto, el 4 de noviembre fue condenado a muerte y fue fusilado el 21 de noviembre de 1936 en el campo de tiro de Puente Castro, entonces a las afueras de León, por el ejército rebelde.
Con la restauración de la democracia el Ayuntamiento de León quiso homenajear a su antiguo alcalde fusilado, reconvirtiendo en enero de 1980 la antigua avenida de Madrid, una de las más importantes de la ciudad y que conduce hacia Puente Castro, en avenida del Alcalde Miguel Castaño.